# Frottole

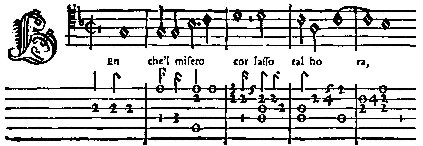
Frottola

La frottole, ou frottola en italien (du latin médiéval « frocta », amas d'éléments divers), est une forme poético-musicale florissante en Italie au début de la Renaissance. C'était le style prédominant des chansons populaires italiennes au cours de tout le XVe et au début du  XVIe siècle.  Ce fut le style le plus important avant l'apparition du madrigal de la Renaissance. Le plus grand nombre de frottoles furent composées entre 1470 et 1530.
Frottole est un terme générique et de nombreuses variantes peuvent être distinguées, ce qui est inévitable pour un style musical qui fut en vogue pendant près d'un siècle. De façon générale, une frottole est une composition pour trois ou quatre voix (et plus encore à la fin de la période) dont la voix la plus aiguë porte la mélodie ; les voix pouvant parfois être accompagnées par un consort d'instruments. Le poème suit en général le schéma de rimes ABBA et une strophe de type CDCDDA ou CDCDDEEA, bien que de nombreuses variantes ont pu exister. Les formes poétiques descendent de la forme ballata du XIVe siècle, alors que les formes musicales présentent une simplification par rapport à celles de la fin du XIVe siècle.
Une variété, mélancolique, de la frottole est apparue au XVIe siècle, le strambotto.
Au niveau musical, la frottole évite la complexité du contrepoint en lui préférant la simplicité de la musique homophonique, avec des rythmes clairs et répétitifs et une mélodie linéaire. Le style est ainsi très déclamatif et on peut supposer que des frottoles furent utilisées dans des comédies et des tragédies même si elles ne furent pas composées spécifiquement dans ce but. 
Cette forme musicale fut l'un des courants précurseurs du madrigal.
Les plus célèbres compositeurs de frottoles furent les musiciens d'Isabelle d'Este, Bartolomeo Tromboncino et Marchetto Cara, même si certaines œuvres profanes de Josquin des Prés (comme Scaramella ou El Grillo) sont stylistiquement des frottoles, bien que n'en ayant pas le nom.

## Compositeurs
Les principaux compositeurs de frottoles sont tous italiens :
- Bartolomeo Tromboncino
- Marchetto Cara
- Filippo de Lurano
- Michele Pesenti, également connu sous le nom de Michele Vicentino
- Giovanni Brocco
- Antonio Caprioli
- Francesco d'Ana
- Lodovico Fogliano
- Giacomo Fogliano
- Erasmus Lapicida
- Rossino Mantovano

À l'exception de Tromboncino et Cara, on connaît très peu de choses sur ces compositeurs si ce n'est leur nom qui nous est parvenu grâce à l'éditeur vénitien Ottaviano Petrucci.